# Heterachthes gratiosus
Heterachthes gratiosus là một loài bọ cánh cứng trong họ Cerambycidae.